# (3967) Shekhtelia
(3967) Shekhtelia (1976 YW2) – planetoida z pasa głównego asteroid okrążająca Słońce w ciągu 5,84 lat w średniej odległości 3,24 j.a. Odkryta 16 grudnia 1976 roku. Nosi nazwisko architekta Fiodora Schechtela.